# Sympherobius marginatus
Sympherobius marginatus är en insektsart som först beskrevs av Douglas E. Kimmins 1928.  Sympherobius marginatus ingår i släktet Sympherobius och familjen florsländor. Inga underarter finns listade i Catalogue of Life.